# Kapala (geslacht)
Kapala is een geslacht van vliesvleugeligen uit de familie Eucharitidae. De wetenschappelijke naam van dit geslacht is voor het eerst geldig gepubliceerd in 1884 door Cameron.

## Soorten
Het geslacht Kapala omvat de volgende soorten:
- Kapala argentina Gemignani, 1933
- Kapala atrata (Walker, 1862)
- Kapala chacoensis Gemignani, 1947
- Kapala cuprea Cameron, 1913
- Kapala cynipsea (Walker, 1862)
- Kapala dicerodera (Spinola, 1853)
- Kapala flabellata (Fabricius, 1804)
- Kapala floridana (Ashmead, 1885)
- Kapala furcata (Fabricius, 1804)
- Kapala inexagens (Walker, 1862)
- Kapala iridicolor (Cameron, 1904)
- Kapala ivorensis Risbec, 1954
- Kapala romandi (Guérin-Méneville, 1844)
- Kapala splendens Ashmead, 1904
- Kapala sulcifacies (Cameron, 1904)
- Kapala terminalis Ashmead, 1892